# Messier 22
Messier 22 (M22 o NGC 6656) és un cúmul globular en la constel·lació de Sagitari. Va ser descobert Abraham Ihle el 1665 i inclòs per Charles Messier en el seu catàleg en 1764.
M22 és un dels cúmuls d'estrelles més propers a la Terra, amb una distància d'aproximadament 10,400 anys llum. El que fa que cobreixi una regió del cel de 29 minuts d'arc, és a dir, aproximadament la mateixa àrea que cobreix la lluna. Conté al voltant de 100.000 estrelles de les que 32 són estrelles variables.

## Nebulosa planetària
Aquest és un dels quatre cúmuls coneguts que conté una nebulosa planetària. Va descoberta pel satèl·lit IRAS el 1986 i duu el nom de IRAS 18333-2357. L'estrella principal de la nebulosa és una estrella blava d'una edat d'aproximadament 6.000 anys. Els altres cúmuls amb nebuloses planetàries són M15, NGC 6441 i Palomar 6.

## Observació
En bones condicions atmosfèriques és observable a ull nu.Amb binoculars es poden resoldre algunes estrelles. Amb un telescopi de 200 mm de diàmetre la visió és espectacular. Per tal d'observar la nebulosa planetària caldrà un telescopi de 300 mm amb filtre UHC.

## Forats negres
El telescopi Very Large Array ha observat dos forats negres d'entre 10 i 20 masses solars dins del cúmul globular, l'observació ha estat corroborada posteriorment per l'Observatori de raigs X Chandra el 2012.